# Flugplatz Wiesbaden-Erbenheim

i7
i11
i13
Der Flugplatz Wiesbaden-Erbenheim (englisch Wiesbaden Army Airfield; ehemals auch Wiesbaden Air Base, IATA-Code: WIE, ICAO-Code: ETOU) ist ein Militärflugplatz der US Army und hat eine über 100 Jahre alte Geschichte. Er liegt rund acht Kilometer südöstlich der Wiesbadener Innenstadt in Wiesbaden-Erbenheim und etwa 18 Kilometer westlich des Frankfurter Flughafens. Am Flugplatz Wiesbaden-Erbenheim befindet sich auch das Hauptquartier der US Army Europe (USAREUR) und der US-Heeresgarnison Wiesbaden sowie der Sender AFN Wiesbaden. Das Flugfeld ist Hauptstandort des 1-214th General Support Aviation Battalion (GSAB), das auch eine fliegende Kompanie am Standort Ansbach betreibt. Als Lucius-D.-Clay-Barracks ist sie seit dem 14. Juni 2012 nach dem US-General Lucius D. Clay benannt.

## Flugplatz Wiesbaden-Erbenheim
Am 23. Juli 1910 wurde auf dem Areal die seit 1907 erbaute Wiesbadener Pferderennbahn eröffnet. Es handelte sich um eine 2 km lange Flachbahn, dazu eine Gerade von 1 km, eine Hindernisbahn mit 17 Sprüngen sowie eine Gras-Sand-Bahn für das Training. Eine vom Büro des Wiesbadener Architekten Alfred Schellenberg erbaute, freitragende Eisenkonstruktion sowie eine Holztribüne boten 2700 Sitzplätze. Im Frühjahr, Sommer und Herbst fanden jeweils dreitägige Veranstaltungen mit Pferderennen statt. Bereits vor dem Ersten Weltkrieg starteten und landeten dort Flugzeuge. Unter anderem begann hier die erste Etappe des Prinz-Heinrich-Fluges vom 9. bis 17. Mai 1913.
Nach dem Kriegsende 1918 besetzten alliierte Truppen Wiesbaden als Teil des Brückenkopfs Mainz (Alliierte Rheinlandbesetzung) und verhängten ein Flugverbot. 1925 wurde im Raum Mainz-Wiesbaden der Mittelrheinische Verein für Luftfahrt gegründet. Die Besatzungsmächte erlaubten die Gründung einer kleinen Zahl von Fliegerschulen. Der Verein betrieb mit Genehmigung des Deutschen Luftfahrer-Verbandes in Erbenheim die Flugübungsstelle 17. Die Erbenheimer Rennbahn wurde in den Jahren 1928/1929 zum Flugfeld umgebaut. Der Flugplatz, der den offiziellen Namen Wiesbaden-Mainz erhielt, wurde von der Mittelrheinischen Flughafen GmbH betrieben. Nun erfolgten auch regelmäßige Passagierflüge.

## Fliegerhorst Wiesbaden-Erbenheim
Im Jahre 1936 übernahm die Luftwaffe der Wehrmacht den Flugplatz und errichtete eine Fliegerhorstkommandantur. Anschließend wurde er ausgebaut und diente in der Folgezeit als Flugplatz für Jagdfliegereinheiten. Im Mai 1937 kamen die ersten regulären Jagdfliegereinheiten auf den Platz. Von Dezember 1939 bis Juli 1940 befand sich das Hauptquartier des Jagdfliegerführers 3 der Luftflotte 3, dessen Jagdflieger- und Zerstörerverbände im Westfeldzug agierten, am Platz.
Die folgende Tabelle zeigt eine Auflistung aller fliegender aktiver Einheiten (ohne Schul- und Ergänzungsverbände) der Luftwaffe, die hier zwischen 1937 und 1944 stationiert waren.
| von            | bis            | Einheit                  | Ausrüstung                            |
| -------------- | -------------- | ------------------------ | ------------------------------------- |
| Mai 1937       | Oktober 1938   | Stab, I./JG 334          | Arado Ar 68E, Messerschmidt Bf 109B/D |
| November 1938  | April 1939     | Stab, I./JG 133          | Messerschmitt Bf 109D/E               |
| Mai 1939       | Mai 1940       | Stab, I. und III./JG 53  | Messerschmitt Bf 109E                 |
| April 1940     | Mai 1940       | 3./JG 3                  | Messerschmitt Bf 109E                 |
| Mai 1940       | Mai 1940       | Stab/KG 53               | Heinkel He 111                        |
| Mai 1940       | Mai 1940       | V.(Zerst.)/LG 1          | Messerschmitt Bf 110C/D               |
| November 1941  | Mai 1942       | Stab, I., II., III./JG 3 | Messerschmitt Bf 109E                 |
| Juli 1943      | Oktober 1943   | JG 50                    | Messerschmitt Bf 109G                 |
| August 1943    | November 1943  | II./JG 27                | Messerschmitt Bf 109G                 |
| November 1943  | Mai 1944       | III./JG 300              | Messerschmitt Bf 109G                 |
| März 1944      | März 1944      | I. und II./JG 1          | Focke-Wulf Fw 190A                    |
| Juni 1944      | Juni 1944      | I./JG 300                | Messerschmitt Bf 109G                 |
| September 1944 | September 1944 | Stab/JG 2                | Focke-Wulf Fw 190A                    |
| September 1944 | Oktober 1944   | I./JG 11                 | Focke-Wulf Fw 190A                    |
| November 1944  | Dezember 1944  | II.(Sturm)/JG 4          | Focke-Wulf Fw 190A                    |

Der Fliegerhorst wurde zwischen dem 15. August 1944 und dem 10. November 1944 mehrfach durch die 8. US-Luftflotte bombardiert. Nach dem letzten Luftangriff, bei dem 105 B-17 Bomber ihre Bomben abwarfen war er nicht mehr für den Flugbetrieb nutzbar und wurde auch bis Kriegsende nicht mehr hergestellt.

## Wiesbaden Air Base / Wiesbaden Army Airfield

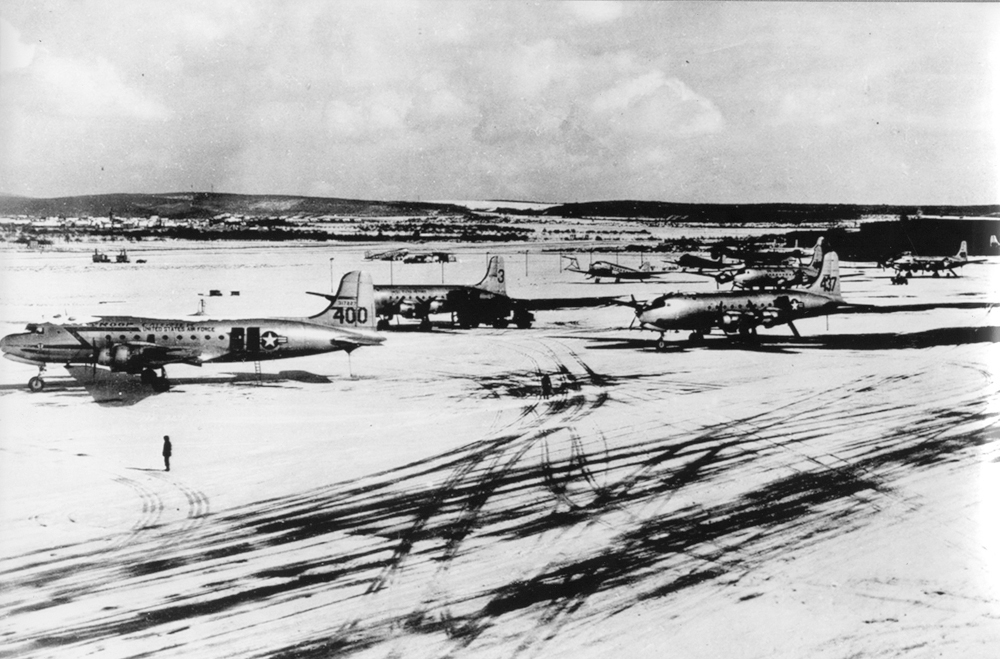
C-54-Flugzeuge auf der Wiesbaden Air Base während der Berliner Luftbrücke

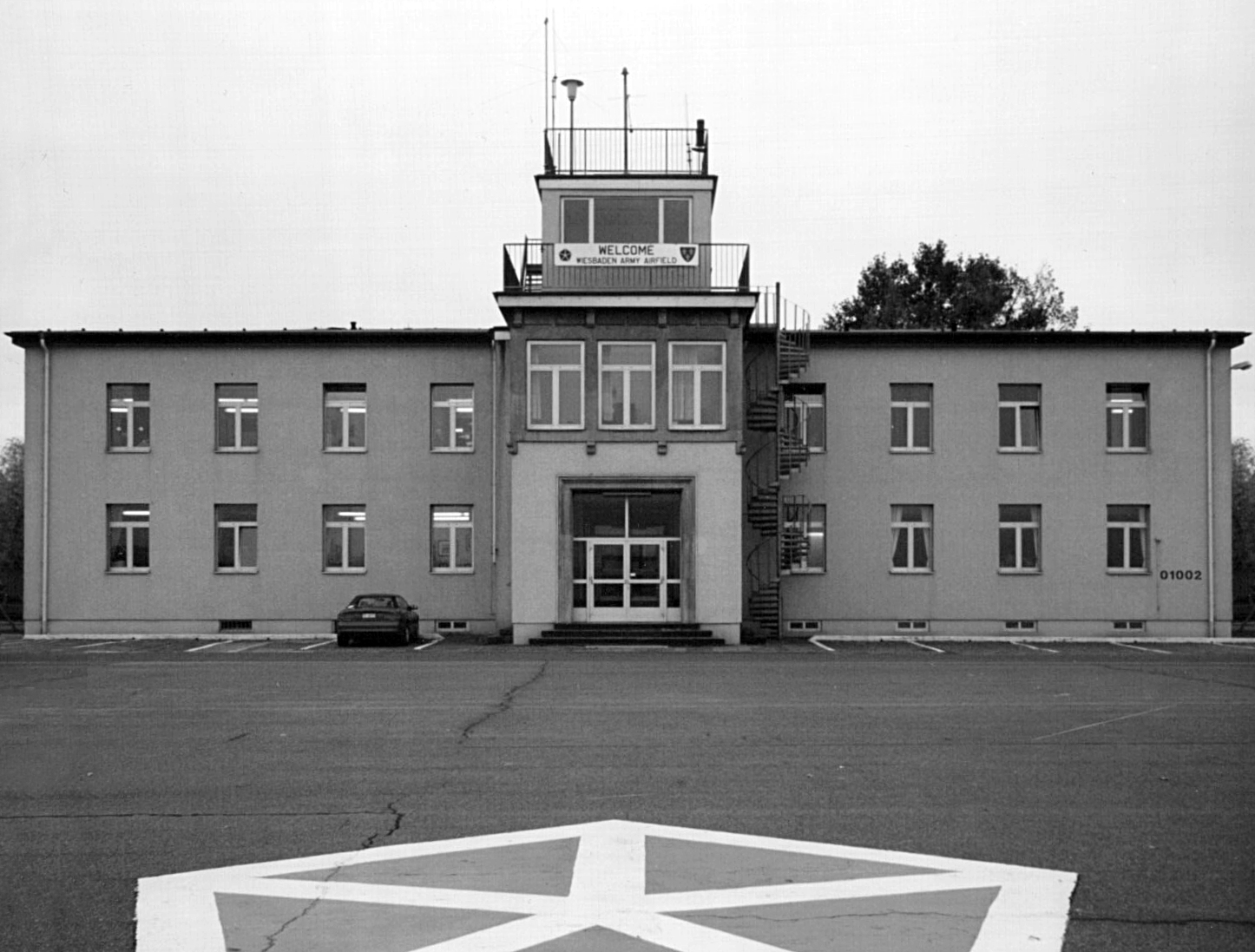
Der Eingang zum Flugplatz Erbenheim

### Geschichte
Am 3. April 1945 erreichten US-Bodentruppen den Fliegerhorst. Daraufhin wurde der Flugplatz durch die United States Army Air Forces (USAAF) benutzt, die ihn zunächst als Advanced Landing Ground ALG Y-80 bezeichnete.
Nach der Übernahme des Geländes durch die USAAF 1945 entstand hier ein größerer amerikanischer Militärflugplatz. Zwischen 1948 und 1953 war dort das Europa-Hauptquartier der US Air Force untergebracht.
Während der Berliner Luftbrücke 1948/49 flogen auch von hier die „Rosinenbomber“. Transportflugzeuge wie die Douglas C-54 brachten bis zu 80 t Fracht täglich nach Berlin-Tempelhof.
Zwischen 1952 und 1955 diente Wiesbaden Air Base phasenweise als Ausweichplatz zunächst für die Lockheed RF-80 und später für die Fairchild C-119, deren Heimatbasis auf dem Militärflugplatz Toul-Rosières sich noch im Ausbau befand.
Am 4. Juli 1956 überflog eine in Wiesbaden gestartete Lockheed U-2A erstmals sowohl Moskau als auch Leningrad im Rahmen der Operation Overflight.
Im Jahr 1973 wurde das Hauptquartier der US Air Forces in Europe von der Lindsey Air Station in Wiesbaden auf die Ramstein Air Base verlegt und in Erbenheim die US Army stationiert.
Im letzten Jahrzehnt des Kalten Kriegs wäre Wiesbaden im Ernstfall zusätzlich eine Forward Operating Location (FOL) von US-Erdkampfflugzeugen A-10 des auf der englischen Doppelbasis RAF Bentwaters/RAF Woodbridge beheimateten 81st Tactical Fighter Wings (81st TFW) gewesen. Bis Ende 1988 wären es A-10 der 511th Tactical Fighter Squadron (511th TFS) und ab Anfang 1989 der 92nd TFS, beide aus Bentwaters, gewesen.
Im Jahr 1998 wurde die Wiesbaden Air Base bezeichnete Einrichtung offiziell in Wiesbaden Army Airfield umbenannt.
Mit Stand von 2012 waren auf dem Stützpunkt etwa 19 Fluggeräte stationiert. Dazu zählten 6 Strahlflugzeuge und 13 propellergetriebene Maschinen. Im Jahr 2011 verzeichnete man auf dem Flugplatz ca. 8960 Flugbewegungen. Darunter befinden sich Maschinen der Typen:
- Sikorsky UH-60 (Black Hawk)
- Beechcraft C-12 Huron

sowie weitere Maschinen diverser Typen, die eine Zwischenlandung auf dem Flugplatz durchführen.

### Auswahl von stationierten Einheiten
Zu den Einheiten, die zwischen 1945 und 1993 hier stationiert waren, gehörten:
- 363d Reconnaissance Group (Mai bis August 1945)
- 51st Troop Carrier Group (September 1945 bis August 1948)
- 317th Troop Carrier Group (30. September bis 15. Dezember 1948)
- 7150th Air Force Composite Wing (15. Dezember 1948 bis 1. Oktober 1949)
- 60th Air Mobility Wing|60th Troop Carrier Wing (1. Oktober 1949 bis 2. Juni 1951)
- 7110th Support Wing (2. Juni 1951 bis 1. Dezember 1957)
- 7030th Support Wing (1. Dezember 1957 bis 15. November 1959)
- 7100th Support Wing (15. November 1959 bis 15. April 1985)
- 7100th Air Base Group (15. April 1985 bis 1. Juni 1993)

Seit Ende der 1990er Jahre befanden sich das Hauptquartier der 1. Panzerdivision und weitere Unterstützungseinheiten in der Kaserne. Das Hauptquartier der 1. Panzerdivision wurde im Sommer 2011 in die USA verlegt, um Platz für das Hauptquartier der US-Army Europe und ihre Einheiten aus Mannheim und Heidelberg zu schaffen.
Seit 2012 ist hier als fliegende Einheit das zuvor in Mannheim stationierte 1-214 General Support Aviation Battalion (GSAB) mit seinen ursprünglich ausschließlich UH-60 beheimatet. Es untersteht der 12th Combat Aviation Brigade in Ansbach. In Folge einer Umorganisation und drastischen Verringerung der permanent in Europa stationierten US-Army Helikopter im Jahr 2015 besteht das Bataillon inzwischen nur noch aus drei Kompanien UH-60 und CH-47. Die „Commando“-UH-60 der A-Kompanie sind ebenfalls in Wiesbaden stationiert, die „Medevac“ UH-60 der C-Kompanie in Hohenfels und die CH-47 der H-Kompanie liegen in Ansbach.
Das Gelände wird heute auch durch die 66. Brigade des US-amerikanischen militärischen Geheimdienstes genutzt. Hauptaufgabe der Soldaten ist die Unterstützung militärischer Operationen im Irak und Afghanistan.
Der Sender AFN Wiesbaden, früher AFN Hessen, ist nach dem Abzug der US-amerikanischen Truppen aus Frankfurt am Main, wo er 1945 als AFN Frankfurt seinen Betrieb aufnahm, 2004 hierhin umgezogen.

## Hauptquartier United States Army Europe and Africa (USAREUR-AF)

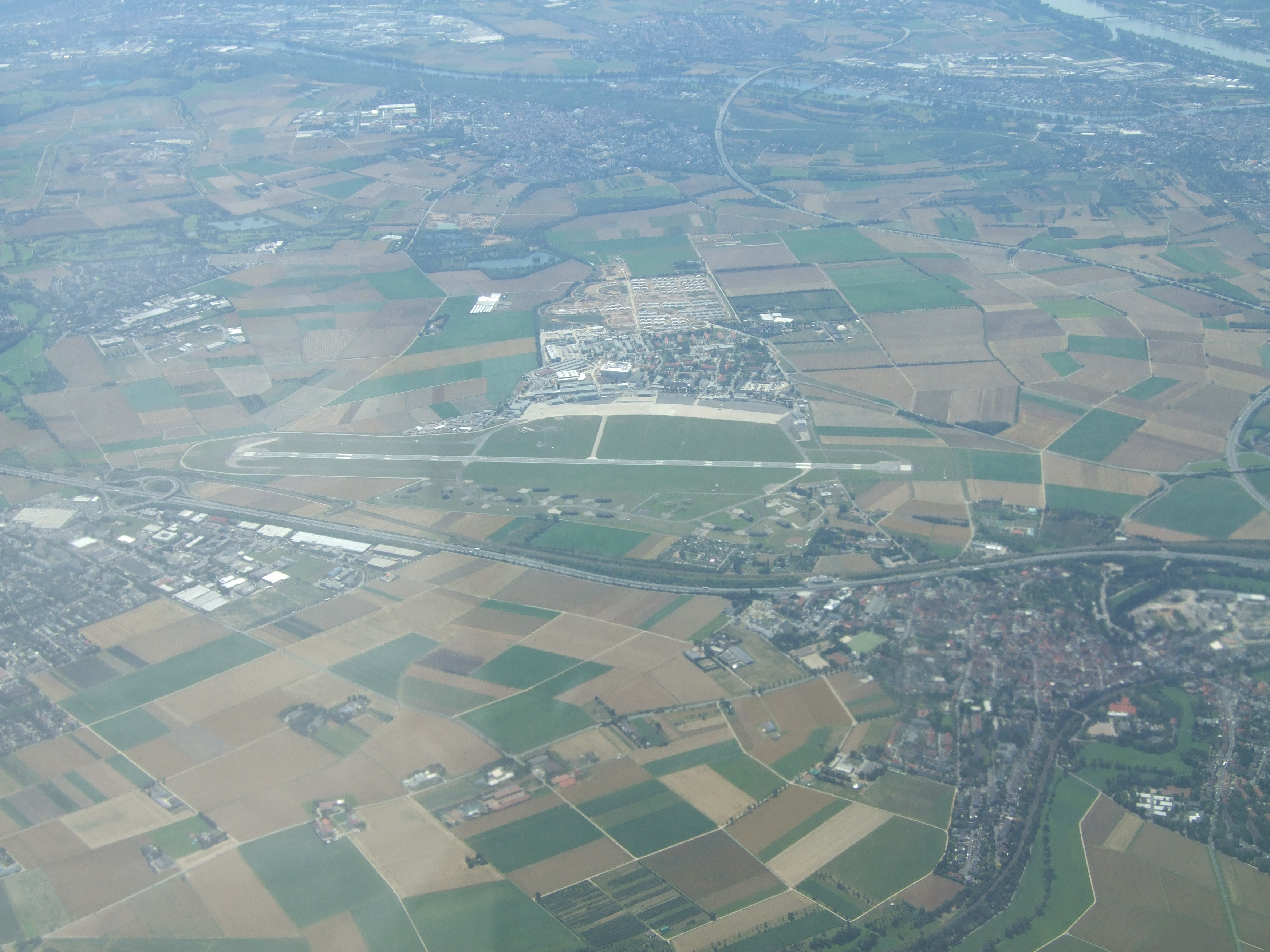
Der Stützpunkt im Jahr 2011. Im Hintergrund Bau der neuen Wohnsiedlung.

Am Stützpunkt Wiesbaden sind ca. 20.000 Soldaten und Angehörige stationiert. Sie wohnen in den Wiesbadener Siedlungen Hainerberg, Crestview und Aukamm. Außer auf dem Flugplatz gibt es derzeit in Wiesbaden noch Militärdienststellen im nach Amelia Earhart benannten Amelia Earhart Complex (das gleichnamige Hotel am Konrad-Adenauer-Ring soll geschlossen werden). Dort residiert das U.S. Army Corps Of Engineers Europe. Ferner gibt es im Stadtgebiet noch die Mainz-Kastel Storage Station (soll geschlossen werden, beinhaltet das European Technical Center; europäischer Kommunikations-Hub der Spionagebehörde National Security Agency) in Mainz-Kastel und den American Arms Office Tower.
Während der in Mainz-Finthen gelegene US-amerikanische Flugplatz und die Rhein-Main Air Base am Frankfurter Flughafen der Zivilfliegerei übergeben wurden, werden der Flugplatz Wiesbaden-Erbenheim und das umgebende Gelände weiter für die militärische Nutzung durch die Vereinigten Staaten umgebaut.
Anfang 2010 wurden von der US-Armee Planungen bekannt gegeben, wonach das Hauptquartier der US-Landstreitkräfte USAREUR bis September 2012 von Heidelberg nach Wiesbaden verlegt werde. Für die notwendigen Neu- und Umbaumaßnahmen einschließlich neuer Wohnviertel wurden bis 2012 550 Millionen Dollar investiert.
Wiesbaden-Erbenheim wird somit zu einer von nur noch vier US Joint Main Operating Bases in Europa neben Grafenwöhr (Flugplatz Grafenwöhr), Kaiserslautern und Vicenza (173rd Airborne Brigade Combat Team).
Auf 41 Hektar Land, das vorher landwirtschaftlich genutzt wurde, wurden Housing Units (Reihenhäuser, Doppelhäuser und frei stehende Einfamilienhäuser), Spielplätze, Sportstätten und Gemeinschaftsflächen für rund 88 Millionen Euro geplant und bis etwa Mai 2012 fertiggestellt. 2013 wurde weiter mit dem Bau von 326 neuen Wohneinheiten für die künftig zusätzlich in der Kaserne stationierten Soldaten und deren Familienangehörige begonnen. Darüber hinaus ist der Bau eines Einkaufszentrums geplant.
In einer großen feierlichen Zeremonie wurde am 14. Juni 2012 die neue Befehlszentrale General John M. Shalikashvili Mission Command Center (auch: “Shali Center”, “Shali MCC”) getauft und eingeweiht, Die US Army in Europa mit rund 30.000 US-Soldaten wird von hier aus kommandiert. Die Zentrale wurde benannt zu Ehren von General John Shalikashvili, der in Warschau geboren, als erster nicht in den Vereinigten Staaten Geborener das leitende Kommando als Vorsitzender des Vereinigten Generalstabs der US-Streitkräfte übernehmen durfte.
Im November 2020 wurde bekannt, dass das in Vicenza (Italien) angesiedelte Afrika-Kommando mit dem Europa-Hauptquartier zusammengelegt wird und künftig demselben Befehlshaber in Wiesbaden-Erbenheim unterstehen wird. Der Dienstposten wird dafür vom 3-Sterne- zum 4-Sterne-General hochgestuft.

### Lucius D. Clay Kaserne
In einem weiteren Festakt wurde der Stützpunkt in General Lucius D. Clay Kaserne nach dem US-amerikanischen General und Militärgouverneur der amerikanischen Besatzungszone in Deutschland (1947–1949), Lucius D. Clay, umbenannt. Die ebenfalls eingeweihte Siedlung Newman Village wurde benannt nach Colonel James R. Newman, dem Gouverneur der Militärverwaltung Groß-Hessens nach dem Zweiten Weltkrieg.
Ebenfalls am 14. Juni 2012 wurde angekündigt, dass im Herbst 2013 zwei weitere Bauprojekte dem Gebiet der Kaserne beginnen sollen – ein Informationsverarbeitungszentrum (Information Processing Center bzw. Grey Center) und das Consolidated Intelligence Center, welches auch von der NSA genutzt werden soll. Die Gesamtkosten für die beiden Einheiten sollen sich laut offizieller Aussage auf über 130 Millionen Dollar belaufen. Die Bauausschreibung lief von Dezember 2010, wurde im April 2011 abgeschlossen und archiviert.
Am 6. September 2013 wurden die Campbell Barracks in Heidelberg von der US-Armee geschlossen. und damit der Umzug des Hauptquartiers in die Wiesbadener Clay Kaserne offiziell gemacht. Bei voller Stärke sollen rund 19.000 Armeeangehörige (Stand 2012) in der neuen Kaserne stationiert sein. Das neue USAREUR-Hauptquartier sollte nach offiziellen Angaben ab 2015 wegen der über 40 geschlossenen US-Einrichtungen in Heidelberg, Mannheim und Darmstadt etwa 112 Millionen US-Dollar Betriebskosten im Jahr sparen.
Die Clay-Kaserne war zentraler Ort der geheimen USA-Unterstützung für die Ukraine im Krieg gegen Russland. Mit der Veröffentlichung der New York Times aus dem März 2025 wurde bekannt, dass von hier aus die USA Militäroperationen für Angriffe auf russisches Kernland geplant, gelenkt und dafür die Zielkoordinaten bereitgestellt hatten. Schlüsselpersonen wie General Christopher Donahue und Mychajlo Sabrodskyj legten den Grundstein für eine Zusammenarbeit. Damit übte die US-Regierung de facto das Kommando über die gesamte „kill chain“ (Tötungskette) aus. Im Zuge dieser US-Operation wurden nach US-Angaben mehr als 700.000 russische Soldaten getötet oder verwundet.

## Zwischenfälle
- Am 5. Juli 1948 prallte eine Douglas DC-3/C-47A-80-DL der United States Air Force (USAF) (Kennzeichen 43-15096) bei Wallau (Hessen), 1,6 Kilometer östlich des Zielflugplatzes Wiesbaden-Erbenheim, gegen eine Baumgruppe und wurde zerstört. Der Anflug fand gegen Mitternacht in schlechtem Wetter statt. Beide Piloten, die einzigen Insassen auf dem Frachtflug, überlebten den Unfall leicht verletzt.[34]

- Am 8. Juli 1948 wurde eine Douglas DC-3/C-47A-30-DK der United States Air Force (USAF) (43-48256) nach dem Start vom Flugplatz Wiesbaden-Erbenheim 16 Kilometer nordnordöstlich davon gegen den Berg Steinkopf (Königstein) geflogen. Die C-47 flog als Teil der Berliner Luftbrücke zum Flughafen Berlin-Tempelhof. Bei diesem CFIT (Controlled flight into terrain) wurden alle 3 Besatzungsmitglieder getötet, die einzigen Insassen auf dem Frachtflug.[35]

- Am 24. August 1948 kollidierten eine Douglas DC-3/C-47A-80-DL der United States Air Force (USAF) (43-15116) und eine Douglas DC-3/C-47A-90-DL der USAF (43-16036) über dem Ort Ravolzhausen (Landkreis Hanau, Hessen). Beide Flugzeuge waren in der Berliner Luftbrücke eingesetzt, kamen vom Flughafen Berlin-Tempelhof zurück und sollten auf dem Flugplatz Wiesbaden-Erbenheim landen. Sie stürzten etwa 1700 Meter voneinander entfernt ab. Alle 4 Insassen der beiden Maschinen, jeweils zwei Piloten, kamen ums Leben.[36][37]

- Am 2. November 1948 verunglückte eine Douglas DC-3/C-47B-25-DK der United States Air Force (44-76491) im Anflug auf den Flugplatz Wiesbaden-Erbenheim. Die von der englischen Luftwaffenbasis RAF Northolt kommende Maschine stürzte nachts bei dichtem Nebel ab und brannte aus. Alle 5 Insassen, drei Besatzungsmitglieder und zwei Passagiere, kamen ums Leben.[38]

- Am 17. Dezember 1957 stürzte eine Douglas DC-3/C-47A-5-DL der United States Air Force (42-23356) im Anflug auf den Flugplatz Wiesbaden-Erbenheim vier Kilometer vor dem Platz ab. Fünf der sechs Besatzungsmitglieder kamen ums Leben.[39]

- Am 3. Juli 1959 stürzte eine Douglas RB-66B Destroyer der United States Air Force (54-432) bei Sinzig (Rheinland-Pfalz) ab. Die Maschine war auf dem Flugplatz Wiesbaden-Erbenheim gestartet. Die Besatzungsmitglieder konnten sich mit ihren Schleudersitzen aus der Maschine retten.[40]

- Am 25. März 1960 fiel einer Douglas DC-3/C-47A-30-DK der United States Air Force (USAF) (43-48100) während des Steigflugs nach dem Start vom Flugplatz Wiesbaden-Erbenheim (Hessen) ein Triebwerk aus. Die Maschine schlug nördlich von Hochheim am Main auf, 3,3 Kilometer südöstlich des Flugplatzes. Alle 17 Insassen überlebten den Unfall, einige wurden verletzt.[41]

- Am 19. Mai 1961 stürzte eine DC-3/SC-47A der United States Air Force (43-15277) kurz nach dem Start vom Flugplatz Wiesbaden-Erbenheim ab. Beide Besatzungsmitglieder kamen ums Leben.[42]

- Am 9. Februar 1967 verlor ein Triebwerk einer Convair CV-240/T-29A der United States Air Force (USAF) (49-1917) kurz nach dem Start vom Flugplatz Wiesbaden-Erbenheim an Leistung. Die Maschine, die sich auf einem Testflug nach einem Wartungsereignis befand, wurde 6 Kilometer nordöstlich vom Startplatz auf einem Acker nahe Breckenheim notgelandet, fing Feuer und brannte hinter dem Cockpit vollständig aus. Alle 4 Besatzungsmitglieder, die einzigen Insassen, überlebten den Unfall.[43]

- Am 1. Juli 2010 kam es zu einem Unfall einer Militärmaschine des Typs Beechcraft RC 12. Die Piloten führten eine Notlandung durch, und die Maschine kam im Kornfeld direkt neben dem Airfield zum Stehen. Die Piloten wurden leicht verletzt, das Kerosin wurde abgepumpt und trat nicht aus. Die Maschine wurde einige Tage später geborgen und auf den Flugplatz geschleppt.[44]